# Elacomia semiannulata
Elacomia semiannulata là một loài bọ cánh cứng trong họ Cerambycidae.